# Edinis
Els edinis (Aedini) són una tribu de dípters nematòcers de la família Culicidae. El gènere tipus és Aedes. Alguns membres de la tribu tenen una gran importància com a vectors de virus i helmints que causen malalties a humans i animals.

## Morfologia
Les espècies de la tribu Aedini són extremadament variades, i resulta molt difícil identificar els gèneres perquè se superposen característiques anatòmiques compartides. És per això que cal tenir en compte diversos caràcters per a identificar la majoria dels gèneres, subgèneres i espècies. Les característiques generals de la tribu inclouen la presència d'ungles dentades als tarsos i un abdomen punxegut en la majoria de les femelles. Encara que no sempre estan presents, les ungles dentades als tarsos, no es troben en cap altra tribu de Culicinae. Les larves són relativament curtes, amb sifons robustos amb un únic parell de setes 1-S (excepte en espècies d’Aedes s.s. i Ochlerotatus subgènere Rusticoidus) inserits bé per sobre de la base, normalment més enllà de la meitat del sifó. Presenten sempre un floc al segment VIII i el raspall ventral sol estar format per cinc o més parells de setes.

## Taxonomia i filogènia
Originalment aquesta tribu fou establerta per Maurice Neveu-Lemaire el 1902 qui inclogué a la tribu sis gèneres:
- Aedes Meigen, 1818
- Aedeomyia Theobald, 1901
- Wyeomyia Theobald, 1901
- Haemagogus Williston, 1896
- Sabethes Robineau-Desvoidy, 1896
- Uranotaenia Linch-Arribálzaga, 1896

En les darreres dècades aquesta tribu ha rebut una intensa atenció per part dels taxonomistes havent-se proposat fragmentar en desenes de gèneres, alguns de recent creació i controvertits quant a quina categoria taxonòmica han d'ocupar. Aquesta fragmentació tanmateix ha estat posada en dubte des del punt de vista metodològic plantejant-se admetre una desena de gèneres:
- Aedes
- Armigeres
- Eretmapodites
- Haemagogus
- Heizmannia
- Opifex
- Psorophora
- Udaya Thurman, 1954
- Verrallina
- Zeugnomyia Leicester, 1908

Evidències morfològiques i moleculars indiquen que Aedini és un tàxon monofilètic. Assumint que les formes connectades podrien derivar d'un origen híbrid, Belkin creia que els Aedini es van diferenciar a la zona indomalaia, àrea del Vell Món on estan presents la major part de les formes connectades. Els gèneres d'Aedini se separen en dos grans grups, el grup del gènere Ochlerotatus i el del gènere Aedes, aquest últim molt més dividit.

## Distribució i hàbitat
Les espècies d'Aedini es distribueixen de forma cosmopolita, encara que estan millor representats al Paleàrtic i al Neàrtic.
Les larves ocupen una gran diversitat d'hàbitats. Algunes espècies utilitzen aigües temporals com tolls, piscines, dipòsits i marges de zones entollades o pantanoses. Altres espècies utilitzen buits en roques, arbres, axil·les de les fulles i flors i contenidors humans. Les femelles de diverses espècies piquen als humans, poden fer-ho tant de dia com de nit.